# Tillie Anderson

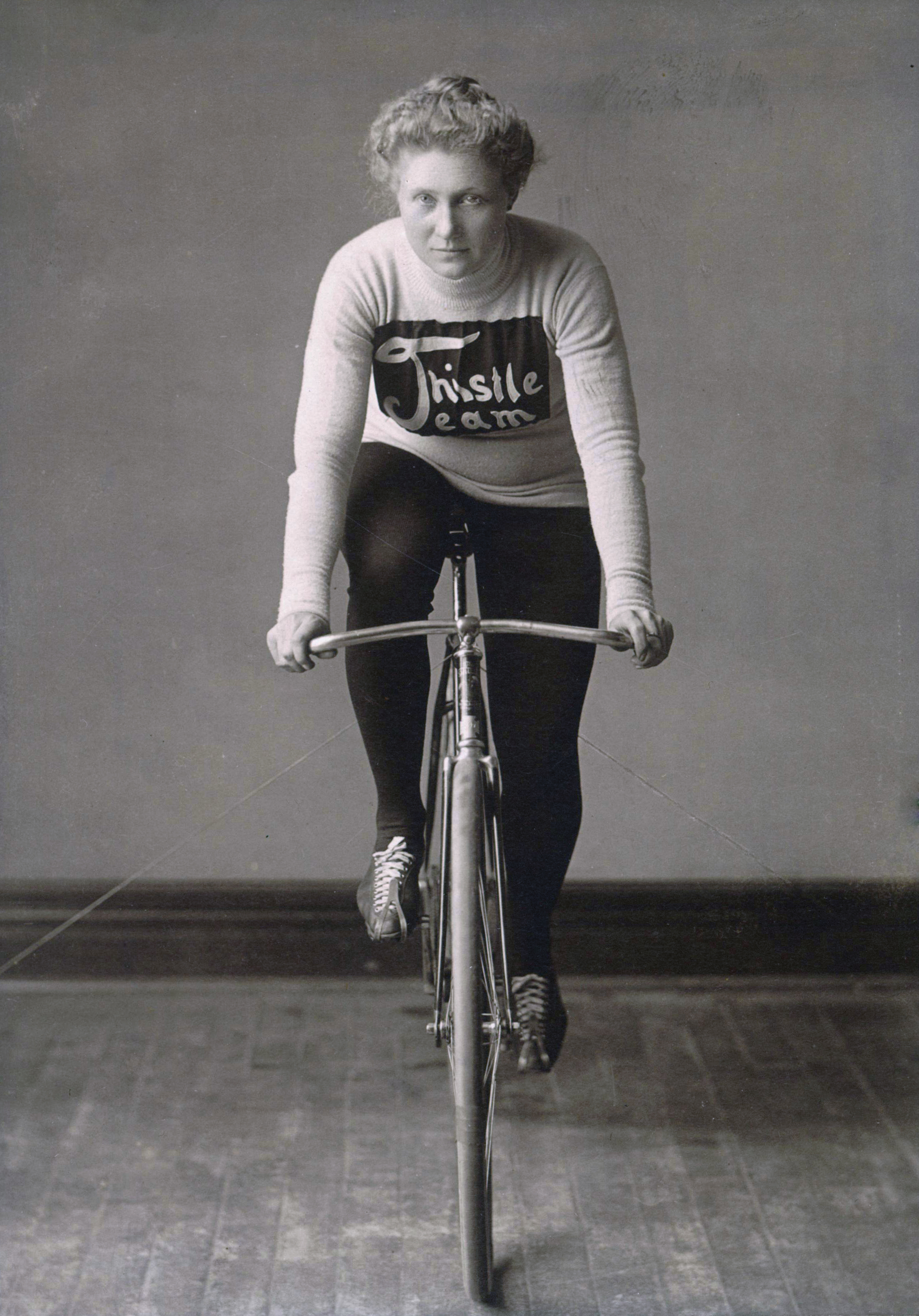
Tillie Anderson (1896)

Matilda „Tillie“ Anderson Sjöberg (* 23. April 1875 in Grevie församling, Skåne, Schweden; † 29. April 1965 in Chicago) war eine US-amerikanische Radrennfahrerin.

## Biographie
Tillie Anderson war das vierte von fünf Kindern der Familie. Als sie acht Jahre alt war, starb ihr Vater, und sie musste sich bei den Bauern in der Nachbarschaft verdingen, um zum Familieneinkommen beizutragen. Schon damals zeigte sich ihr starker Wille und ihr Ausdauervermögen. 1891 emigrierte sie mit ihrem Bruder August in die Vereinigten Staaten; sie zogen zu ihrer ältesten Schwester Hanna nach Chicago, die schon dort lebte. Im Jahr darauf folgte der Rest der Familie.
Anderson fand Arbeit bei einem Schneider. Dort sah sie bei einem Kunden ein Fahrrad und war fasziniert. Innerhalb von zwei Jahren sparte sie das Geld für ein eigenes Fahrrad zusammen. Frauen wurde zu der Zeit vorgehalten, dass Radfahren nichts für sie sei, ein weiteres Problem war fehlende geeignete Kleidung. Tillie Anderson, wie sie sich nun nannte, ließ sich nicht abbringen, trainierte viel und nähte sich selbst geeignete Kleidung. 1895 nahm sie an ihrem ersten Radrennen von Elgin nach Aurora teil, das sie auf Anhieb in Rekordzeit gewann. Später reiste sie durch das ganze Land, um bei Sechstagerennen für Frauen zu starten, bei denen die Fahrerinnen an sechs Tagen täglich zwei Stunden fuhren.
Im Jahr 1897 heiratete sie Filip Sjöberg, den Direktor einer Fahrradfabrik, der selbst Radrennfahrer war. Er merkte schnell, dass Tillie das größere Talent hatte, fuhr selbst keine Rennen mehr, sondern widmete sich dem Training seiner Frau. Tillie Anderson nahm an 130 Radrennen teil, von denen sie 123  gewann. Sie war bei der Presse beliebt, die Berichte über ihre Fähigkeiten, Stärke und Taktik schrieben. Jedoch wurde auch ein Bild ihrer trainierten Beine veröffentlicht, um die „entsetzliche“ Wirkung des Radfahrens auf die weibliche Figur zu zeigen.
Tillie Anderson konnte von den Einnahmen durch den Radsport gut leben und bekam einen Werbevertrag eines Fahrradherstellers. Die League of American Wheelmen (LAW) bezeichnete sie als „beste Radrennfahrerin der Welt“, aber sie hatte auch den Spitznamen „The Terrible Swede“. Sie hielt Rekorde über alle Distanzen, vom Sprint bis zu den Ausdauerstrecken. 1902 starb ihr Ehemann Filip Sjöberg, und Tillie Anderson beendete ihre Wettkampfkarriere. Im selben Jahr wurde die Teilnahme von Frauen an Radrennen wegen angeblicher Gefährlichkeit von der League verboten.
Tillie Anderson Sjöberg blieb bis zu ihrem Tod im Jahre 1965 in Chicago in der LAW und anderen Radsport-Organisationen aktiv. Zu ihren Freunden gehörten die Frauenrechtlerinnen Susan B. Anthony und Amelia Bloomer. Nachdem sie mit dem Radsport aufhören musste, war sie zu Beginn des 20. Jahrhunderts eine der ersten Frauen, die ein Auto lenkten. Im Jahre 2000 wurde sie durch die Aufnahme in die United States Bicycling Hall of Fame posthum geehrt.